# Новинарски агрегатор
Новинарски агрегатор е уеб приложение, което интегрира новините от множество новинарски източници в интернет. По-добрите агрегатори групират новините в тематични нишки, което улеснява разглеждането и търсенето в тях.
Някои агрегатори предоставят и серия от инструменти за анализа на новинарското съдържание, например автоматично извличане на цитати, титли, снимки, отношения между хора и организации, събития и т.н. Тези системи използват изкуствен интелект.

## Онлайн агрегатори на блогове
Онлайн агрегаторите на блогове, наричани понякога планети, са нарича уеб сайтове, които които агрегират съдържание от блогове, обикновено обединени по някакъв признак. Първоначално планетите се появяват, за да събират на едно място публикациите на разработчици на свободен софтуер работещи върху даден проект.
Няколко популярни планети, които обединяват блогове на български, са:
- Българска свободна планета Архив на оригинала от 2008-12-16 в Wayback Machine.
- Планета GNOME-BG Архив на оригинала от 2011-11-14 в Wayback Machine.
- Блог агрегатор на "Friends-bg" Архив на оригинала от 2007-10-15 в Wayback Machine.
- Блогосфера на „Дневник“ Архив на оригинала от 2020-06-17 в Wayback Machine.
- Мегафон на „Капитал“ Архив на оригинала от 2020-02-28 в Wayback Machine.
- Културна планета на Kafene.bg Архив на оригинала от 2019-05-06 в Wayback Machine.
- Женска блогосфера на Az-jenata.com Архив на оригинала от 2012-05-20 в Wayback Machine.
- Студентска блогосфера на Diploma.bg Архив на оригинала от 2014-09-10 в Wayback Machine.